# Río Arillo
Río Arillo är en tidvattenkanal i Spanien, på gränsen mellan städerna Cádiz och San Fernando. Den ligger i provinsen Cádiz och regionen Andalusien, i den södra delen av landet, 500 km söder om huvudstaden Madrid. Nära mynningen i Cádizviken finns en förfallen tidvattenkvarn. I den andra änden har en tidigare förbindelse med Atlanten försvunnit.